# Draft de l'NBA del 1962
En el Draft de l'NBA de 1962 ens trobem amb diversos noms coneguts, com el futur entrenador Don Nelson i els futurs membres del Basketball Hall of Fame: Dave DeBusschere, Jerry Lucas i John Havlicek.

## Primera ronda
|  | = All-Star     |
|  | = Hall of Fame |

| Posició | Jugador          | Nacionalitat | Equip de l'NBA        | Origen (Universitat/club) |
| ------- | ---------------- | ------------ | --------------------- | ------------------------- |
| 1       | Bill McGill      | Estats Units | Chicago Zephyrs       | Utah                      |
| 2       | Paul Hogue       | Estats Units | New York Knicks       | Cincinnati                |
| 3       | Zelmo Beaty      | Estats Units | St. Louis Hawks       | Prairie View              |
| 4       | Dave DeBusschere | Estats Units | Detroit Pistons       | Detroit                   |
| 5       | Len Chappell     | Estats Units | Syracuse Nationals    | Wake Forest               |
| 6       | Jerry Lucas      | Estats Units | Cincinnati Royals     | Ohio State                |
| 7       | Wayne Hightower  | Estats Units | Philadelphia Warriors | Kansas                    |
| 8       | Leroy Ellis      | Estats Units | Los Angeles Lakers    | St. John's                |
| 9       | John Havlicek    | Estats Units | Boston Celtics        | Ohio State                |

## Segona ronda
| Posició | Jugador          | Nacionalitat | Equip de l'NBA        | Origen (Universitat/club) |
| ------- | ---------------- | ------------ | --------------------- | ------------------------- |
| 10      | Terry Dischinger | Estats Units | Chicago Zephyrs       | Purdue                    |
| 11      | John Rudometkin  | Estats Units | New York Knicks       | USC                       |
| 12      | Bob Duffy        | Estats Units | St. Louis Hawks       | Colgate                   |
| 13      | Kevin Loughery   | Estats Units | Detroit Pistons       | St. John's                |
| 14      | Chet Walker      | Estats Units | Syracuse Nationals    | Bradley                   |
| 15      | Bud Olsen        | Estats Units | Cincinnati Royals     | Louisville                |
| 16      | Hubie White      | Estats Units | Philadelphia Warriors | Villanova                 |
| 17      | Gene Wiley       | Estats Units | Los Angeles Lakers    | Wichita State             |
| 18      | Jack Foley       | Estats Units | Boston Celtics        | Holy Cross                |

## Tercera ronda
| Posició | Jugador           | Nacionalitat | Equip de l'NBA        | Origen (Universitat/club) |
| ------- | ----------------- | ------------ | --------------------- | ------------------------- |
| 19      | Don Nelson        | Estats Units | Chicago Zephyrs       | Iowa                      |
| 20      | Bobby Rascoe      | Estats Units | New York Knicks       | Western Kentucky          |
| 21      | Charles Hardnett  | Estats Units | St. Louis Hawks       | Grambling                 |
| 22      | Harold Hudgens    | Estats Units | Detroit Pistons       | Texas Tech                |
| 23      | Porter Meriwether | Estats Units | Syracuse Nationals    | Tennessee State           |
| 24      | Chris Appel       | Estats Units | Cincinnati Royals     | USC                       |
| 25      | Dave Fedor        | Estats Units | Philadelphia Warriors | Florida State             |
| 26      | John Green        | Estats Units | Los Angeles Lakers    | UCLA                      |
| 27      | Jim Hadnot        | Estats Units | Boston Celtics        | Providence                |